# 괌 박물관

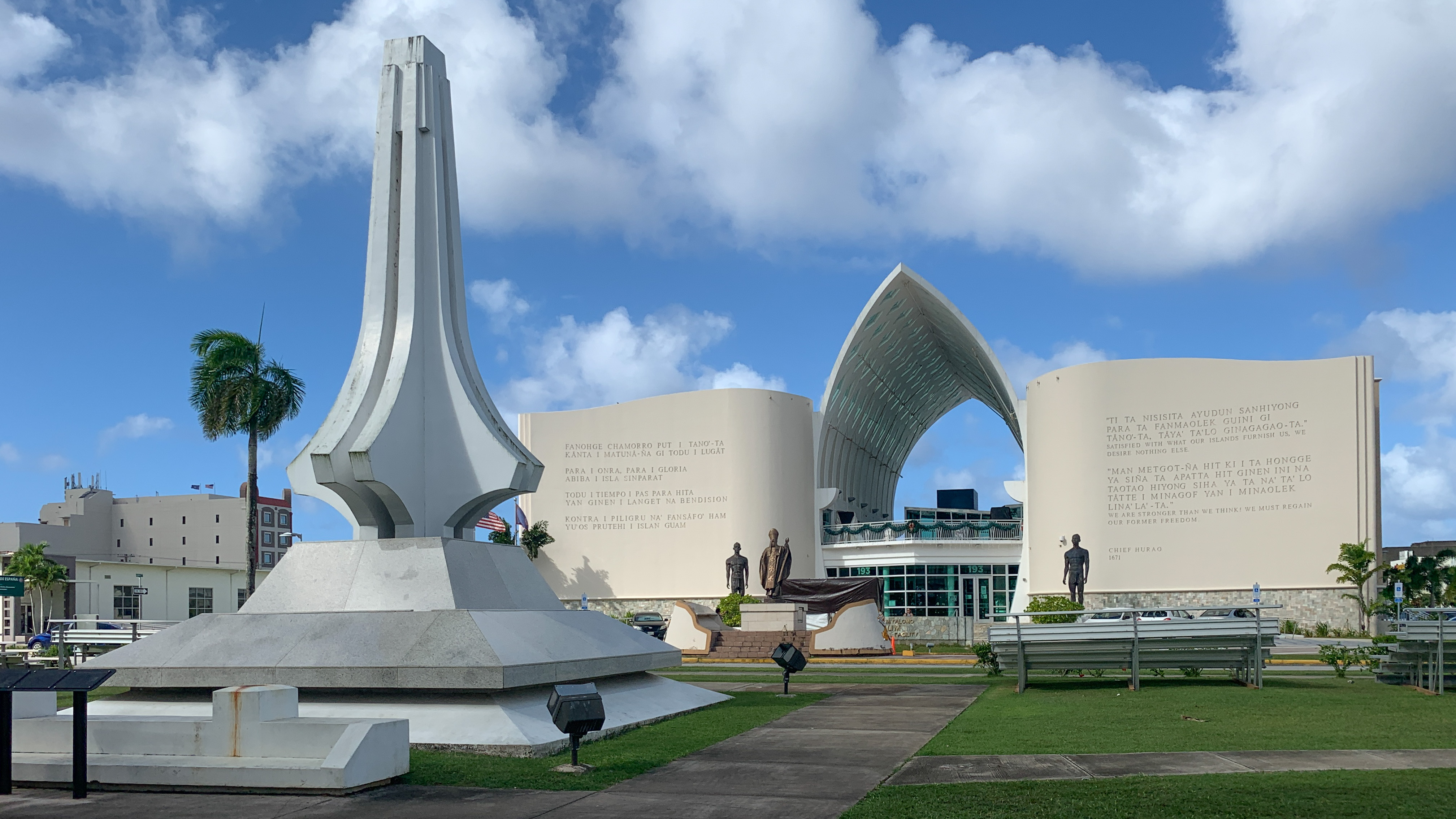

괌 박물관(Guam Museum)은 마이크로네시아의 미국 영토 미국 괌의 역사에 초점을 둔 박물관이다. 박물관 소장품을 소장할 영구적인 건물은 2014년 하갓냐에서 개장할 것으로 예측되었다. 괌 박물관은 제2차 세계 대전 이래로 임시 지역에 위치하였다.
스페인총독 관저의 일부를 복원해 만든 소규모의 박물관으로 차모로인 원주민들의 생활용품과 식민지시대의 자료, 괌의 동식물 박제표본, 2차대전 후에도 이곳에서 28년간 숨어 살았던 일본군인 쇼이치 요코이의 정글 생활도구 등이 전시되어 있다.